# Talaus nanus
Talaus nanus là một loài nhện trong họ Thomisidae.
Loài này thuộc chi Talaus. Talaus nanus được Tord Tamerlan Teodor Thorell miêu tả năm 1890.